# Bebearia laetitia
Bebearia laetitia är en fjärilsart som beskrevs av Carl Plötz 1880. Bebearia laetitia ingår i släktet Bebearia och familjen praktfjärilar. IUCN kategoriserar arten globalt som livskraftig. Inga underarter finns listade i Catalogue of Life.